# Brussels Cycling Classic 2019
La Brussels Cycling Classic 2019, novantanovesima edizione della corsa e valevole come ventinovesima prova dell'UCI Europe Tour 2019 categoria 1.HC, si svolse il 7 settembre 2019 su un percorso di 189,4 km, con partenza e arrivo a Bruxelles, in Belgio. La vittoria fu appannaggio dell'australiano Caleb Ewan, che completò il percorso in 4h25'35", alla media di 43,037 km/h, precedendo il tedesco Pascal Ackermann e il belga Jasper Philipsen.
Sul traguardo di Bruxelles 155 ciclisti, su 174 partiti dalla medesima località, portarono a termine la competizione.

## Squadre e corridori partecipanti
| N.      | Cod. | Squadra                    |
| ------- | ---- | -------------------------- |
| 1-7     | BOH  | Bora-Hansgrohe             |
| 11-17   | DQT  | Deceuninck-Quick-Step      |
| 21-27   | LTS  | Lotto Soudal               |
| 31-37   | ALM  | AG2R La Mondiale           |
| 41-47   | AST  | Astana Pro Team            |
| 51-57   | GFC  | Groupama-FDJ               |
| 61-67   | MTS  | Mitchelton-Scott           |
| 71-77   | TFS  | Trek-Segafredo             |
| 81-87   | UAD  | UAE Team Emirates          |
| 91-97   | COF  | Cofidis, Solutions Crédits |
| 101-107 | COC  | Corendon-Circus            |
| 111-117 | SVB  | Sport Vlaanderen-Baloise   |
| 121-127 | GAZ  | Gazprom-RusVelo            |

| N.      | Cod. | Squadra                       |
| ------- | ---- | ----------------------------- |
| 131-137 | ICA  | Israel Cycling Academy        |
| 141-147 | NSK  | Neri Sottoli Selle Italia KTM |
| 151-157 | NIP  | Nippo-Vini Fantini-Faizanè    |
| 161-167 | ROC  | Roompot-Charles               |
| 171-177 | DMP  | Delko Marseille Provence      |
| 181-187 | PCB  | Team Arkéa-Samsic             |
| 191-197 | TNN  | Team Novo Nordisk             |
| 201-207 | TDE  | Total Direct Énergie          |
| 211-217 | VCB  | Vital Concept-B&B Hotels      |
| 221-227 | WVA  | Wallonie Bruxelles            |
| 231-237 | WGG  | Wanty-Gobert Cycling Team     |
| 241-247 | DSU  | Development Team Sunweb       |

## Ordine d'arrivo (Top 10)
| Pos. | Corridore           | Squadra    | Tempo    |
| ---- | ------------------- | ---------- | -------- |
| 1    | Caleb Ewan          | Lotto      | 4h25'35" |
| 2    | Pascal Ackermann    | Bora       | s.t.     |
| 3    | Jasper Philipsen    | UAE        | s.t.     |
| 4    | Davide Ballerini    | Astana     | s.t.     |
| 5    | Jasper Stuyven      | Trek       | s.t.     |
| 6    | Arnaud Démare       | Groupama   | s.t.     |
| 7    | Alexander Kristoff  | UAE        | s.t.     |
| 8    | Amaury Capiot       | Sport Vl.  | s.t.     |
| 9    | Baptiste Planckaert | Wallonie   | s.t.     |
| 10   | Kaden Groves        | Mitchelton | s.t.     |